# Jesús Orozco Chiquete
Jesús Gilberto Orozco Chiquete (Guadalajara, Jalisco, 19 de febrero de 2002) es un futbolista mexicano que se desempeña como defensa central o lateral izquierdo, su equipo actual es el Cruz Azul de la Primera División de México.

## Trayectoria

### Club Deportivo Guadalajara
Orozco Chiquete se unió a la academia juvenil del Guadalajara en 2015. Fue cedido al equipo reserva de las Chivas, el Tapatío. Bajo el mando de Víctor Manuel Vucetich, ascendió al primer equipo del Guadalajara e hizo su debut profesional en la Liga MX el 30 de julio de 2021. Fue sustituido durante la victoria por 2-0 contra el Club Puebla.

## Selección nacional

### Categorías inferiores

#### Sub-20
A partir del año 2020, Orozco Chiquete comienza a ser citado con el seleccionado sub-20 de México.

### Absoluta
Suplió a Héctor Moreno tras ser baja, por lesión, de la convocatoria de marzo para los encuentros de la Liga de Naciones de la Concacaf con la selección mayor de México.

## Estadísticas
Actualizado al último partido jugado el 11 de agosto de 2025.
| C. D. Tapatío · México              | 2.ª           | 2021-22       | 24  | 2 | ― | ― | ―  | ― | 24  | 2 |
| C. D. Tapatío · México              | Total club    | Total club    | 24  | 2 | 0 | 0 | 0  | 0 | 24  | 2 |
| C. D. Guadalajara · México          | 1.ª           | 2021-22       | 9   | 0 | ― | ― | ―  | ― | 9   | 0 |
| C. D. Guadalajara · México          | 1.ª           | 2022-23       | 38  | 2 | ― | ― | ―  | ― | 38  | 2 |
| C. D. Guadalajara · México          | 1.ª           | 2023-24       | 34  | 0 | ― | ― | 4  | 0 | 38  | 0 |
| C. D. Guadalajara · México          | 1.ª           | 2024-25       | 16  | 0 | ― | ― | 4  | 0 | 20  | 0 |
| C. D. Guadalajara · México          | Total club    | Total club    | 97  | 2 | 0 | 0 | 8  | 0 | 105 | 2 |
| Cruz Azul · México                  | 1.ª           | 2024-25       | 18  | 0 | ― | ― | 7  | 0 | 25  | 0 |
| Cruz Azul · México                  | 1.ª           | 2025-26       | 2   | 0 | ― | ― | 2  | 0 | 4   | 0 |
| Cruz Azul · México                  | Total club    | Total club    | 20  | 0 | 0 | 0 | 9  | 0 | 29  | 0 |
| Total carrera                       | Total carrera | Total carrera | 141 | 4 | 0 | 0 | 17 | 0 | 158 | 4 |
| (1)Incluye datos de la Copa México. |               |               |     |   |   |   |    |   |     |   |

## Palmarés

### Torneos internacionales
| Título                           | Club                     | Sede                   | Año  |
| -------------------------------- | ------------------------ | ---------------------- | ---- |
| Liga de Naciones de la Concacaf  | México                   | Concacaf               | 2025 |
| Copa de Campeones de la Concacaf | Club de Fútbol Cruz Azul | Ciudad de México       | 2025 |
| Copa Oro de la Concacaf          | México                   | Estados Unidos- Canadá | 2025 |